# 金剛寺 (秦野市)
金剛寺（こんごうじ）は、神奈川県秦野市にある臨済宗建長寺派の寺院である。

## 歴史
創建年代は不明である。1219年（建保7年）1月27日、鎌倉幕府第3代将軍源実朝は甥の公暁によって暗殺された。実朝の首は公暁に持ち去られ、行方不明となった。三浦義村の家臣の武常晴は、長尾定景が率いる公暁討伐の一団に加わっていたが、その際に実朝の首を手に入れ、何らかの理由により首を持ち帰らずこの地に葬ったと伝わる。
1250年（建長2年）、当地を所領としていた波多野忠綱が実朝の菩提を弔うために再興した。当寺には実朝の坐像が安置されている。

## 文化財

### 秦野市指定重要文化財

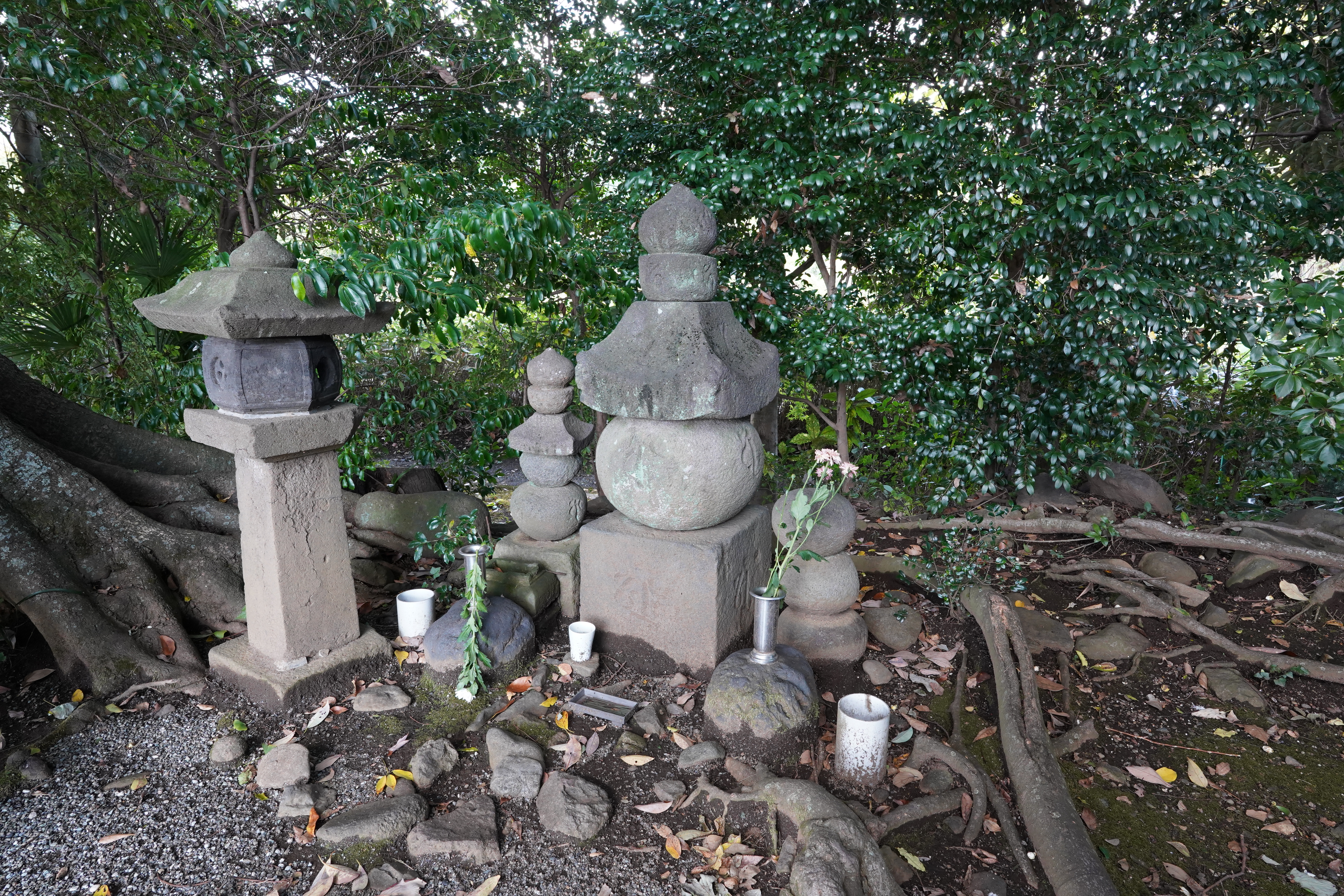
源実朝公御首塚 五輪塔

- 木造阿弥陀三尊立像（2022年（令和4年）指定[4]）

中尊の阿弥陀如来は、像高83.5cm。脇侍の勢至菩薩は、像高59.0cm。観音菩薩は像高58.2cm。いずれも寄木造。「実朝の念持仏」との由緒が伝承されるが、実朝没後間もない鎌倉時代前期に波多野氏らが中心となって供養のために造立されたものと推定されている。なお中尊の阿弥陀如来は、鎌倉時代中期の阿弥陀如来立像の形式に倣った室町時代後期から江戸時代初頭にかけての補作とみられる。

### 秦野市指定史跡
- 源実朝公御首塚（1971年（昭和46年）指定[6]）

境内から約300メートル南に位置し、塚の上に石造の五輪塔が建っている。造立当時の五輪塔は木造だったが、1250年（建長2年）の再興時に石造に改めたと伝えられている。

## 歌碑
- 御首塚に近接して、1960年（昭和35年）に建立された歌碑があり、金塊和歌集におさめられた源実朝の「物いはぬ 四方のけだもの すだらにも あはれなるかなや 親の子を思ふ」が刻まれている。書は実朝研究家であり、歌人・国文学者の佐佐木信綱の揮毫。

## 交通アクセス
- 小田急電鉄小田急線 秦野駅から神奈川中央交通バスに乗り換えて中庭停留所より徒歩5分。